# Динев, Димитре
Димитре Динев (нем. Dimitré Dinev, первоначально болг. Димитър Динев; род. 1968, Пловдив, Болгария) — немецкоязычный писатель и сценарист болгарского происхождения.

## Биография
Димитрэ Динев получил среднее образование в г. Пазарджик. В 1990 перешел «зеленую границу» и обосновался в Австрии, где в течение последующих нескольких лет постоянно менял работу и параллельно учился в Вене, изучал философию и русскую филологию. В 2003 году Динев получил австрийское гражданство.
Д. Динев женат, живет в Вене. С 1991 г. пишет на немецком языке сценарии, рассказы, пьесы и эссе. Наибольшее признание Диневу принес его семейный роман «Ангельские языки», вызвавший интерес во всей Европе. Произведения Динева переведены на пятнадцать языков.
Пьесы
- Russenhuhn UA 1999 WUK, Wien
- Haut und Himmel UA 2006 Rabenhof, Wien
- Das Haus des Richters UA 2007 Akademietheater, Wien
- Eine heikle Sache, die Seele (Komödie), UA 2008 Volkstheater, Wien
- Die Ratten von Gerhart Hauptmann — Bearbeitung für das Volkstheater von Dimitré Dinev, Premiere 2010, Wien

Книги
- Die Inschrift (Erzählungen), Edition Exil, Wien 2001, ISBN 3-901899-13-8
- Engelszungen (Roman), Deuticke Verlag, Wien 2003, ISBN 3-216-30705-0 (Lizenzausgaben und btb-Taschenbuch 2006; bulgarische Ausgabe 2006, mazedonische Ausgabe 2007, türkische Ausgabe 2008, schwedische Ausgabe 2011)
- Ein Licht über dem Kopf (Erzählungen), Deuticke Verlag, Wien 2005, ISBN 3-552-06000-6 (Lizenzausgabe «Innsbruck liest» 2006; btb-Taschenbuch 2007; rumänische Ausgabe; norwegische Ausgabe);
- Barmherzigkeit (Essays, Burgtheaterrede), Residenzverlag, St. Pölten 2010, ISBN 978-3-70173147-3